# Rångtjärnen
Rångtjärnen är en sjö i Härjedalens kommun i Hälsingland och ingår i Ljusnans huvudavrinningsområde. Sjön har en area på 0,111 kvadratkilometer och ligger 396,6 meter över havet.

## Delavrinningsområde
Rångtjärnen ingår i det delavrinningsområde (686934-146093) som SMHI kallar för Ovan 687096-146016. Medelhöjden är 430 meter över havet och ytan är 8,48 kvadratkilometer. Räknas de 16 avrinningsområdena uppströms in blir den ackumulerade arean 92,3 kvadratkilometer. Ängerån som avvattnar avrinningsområdet har biflödesordning 2, vilket innebär att vattnet flödar genom totalt 2 vattendrag innan det når havet efter 191 kilometer. Avrinningsområdet består mestadels av skog (66 procent) och sankmarker (25 procent). Avrinningsområdet har 0,17 kvadratkilometer vattenytor vilket ger det en sjöprocent på 2 procent.